# Saint-Julien-le-Châtel
Saint-Julien-le-Châtel is een gemeente in het Franse departement Creuse (regio Nouvelle-Aquitaine) en telt 172 inwoners (1999). De plaats maakt deel uit van het arrondissement Aubusson.

## Geografie
De oppervlakte van Saint-Julien-le-Châtel bedraagt 15,8 km², de bevolkingsdichtheid is 10,9 inwoners per km².

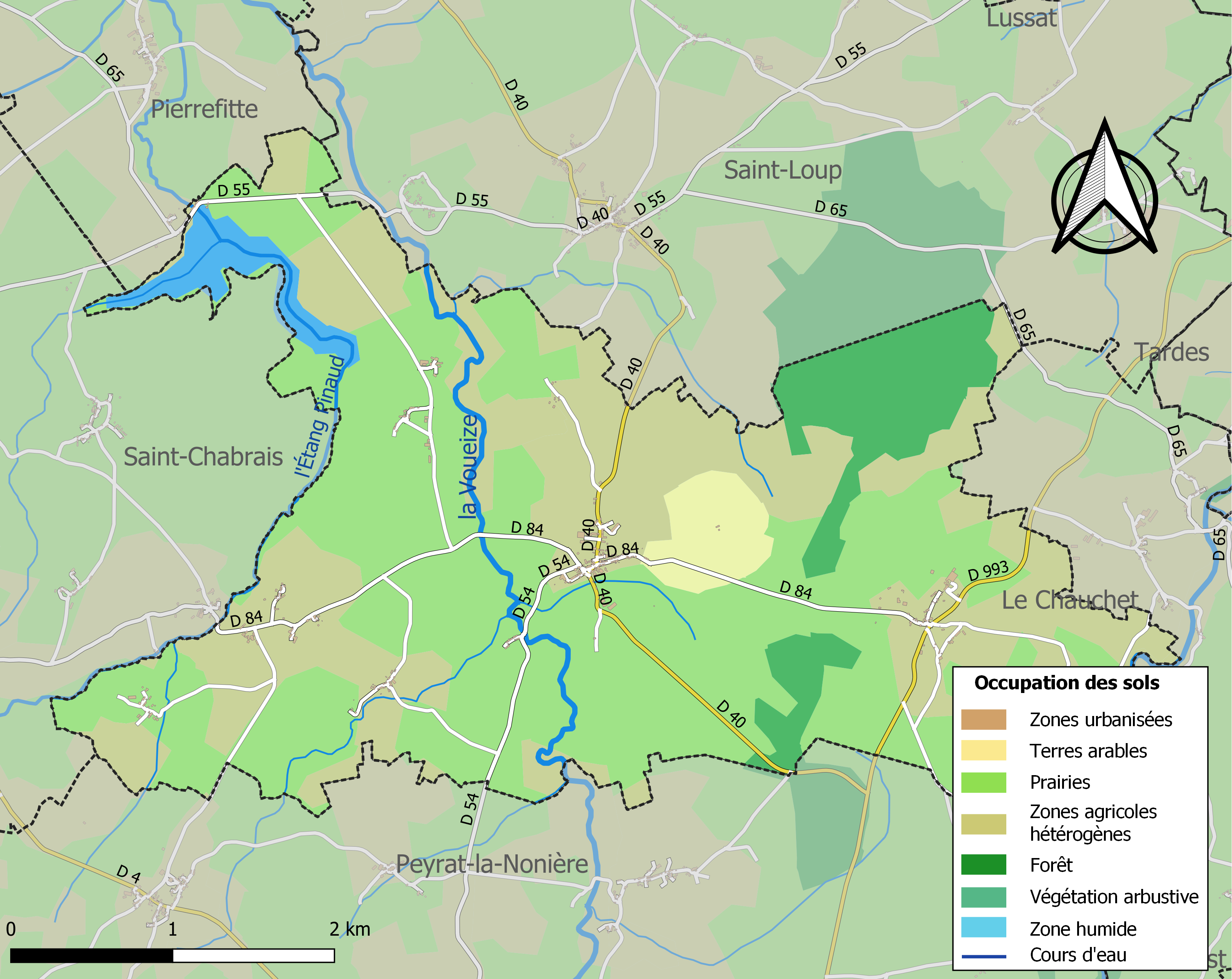
Kaart van de gemeente met de belangrijkste infrastructuur, bodemgebruik en omliggende gemeenten

## Demografie
Onderstaande figuur toont het verloop van het inwonertal (bron: INSEE-tellingen).